# Notre-Dame-de-Courson

Notre-Dame-de-Courson este o comună în departamentul Calvados, Franța. În 1 ianuarie 2018 avea o populație de 368 de locuitori.